# Waipuke Beach
Der Waipuke Beach ist ein Strand an der Westküste der antarktischen Ross-Insel. Er liegt 10 km südwestlich des Kap Bird zwischen dem McDonald Beach und dem Caughley Beach.
Teilnehmer einer von 1958 bis 1959 durchgeführten Kampagne im Rahmen der New Zealand Geological Survey Antarctic Expedition kartierten und benannten ihn. Das maorische Waipuke bedeutet so viel wie Flut und deutet auf die periodische Überflutung des Strands durch Schmelzwasser aus der Eiskappe des Kap Bird hin, durch die eine Brutkolonie von Adeliepinguinen bedroht ist.